# Молот (машина)

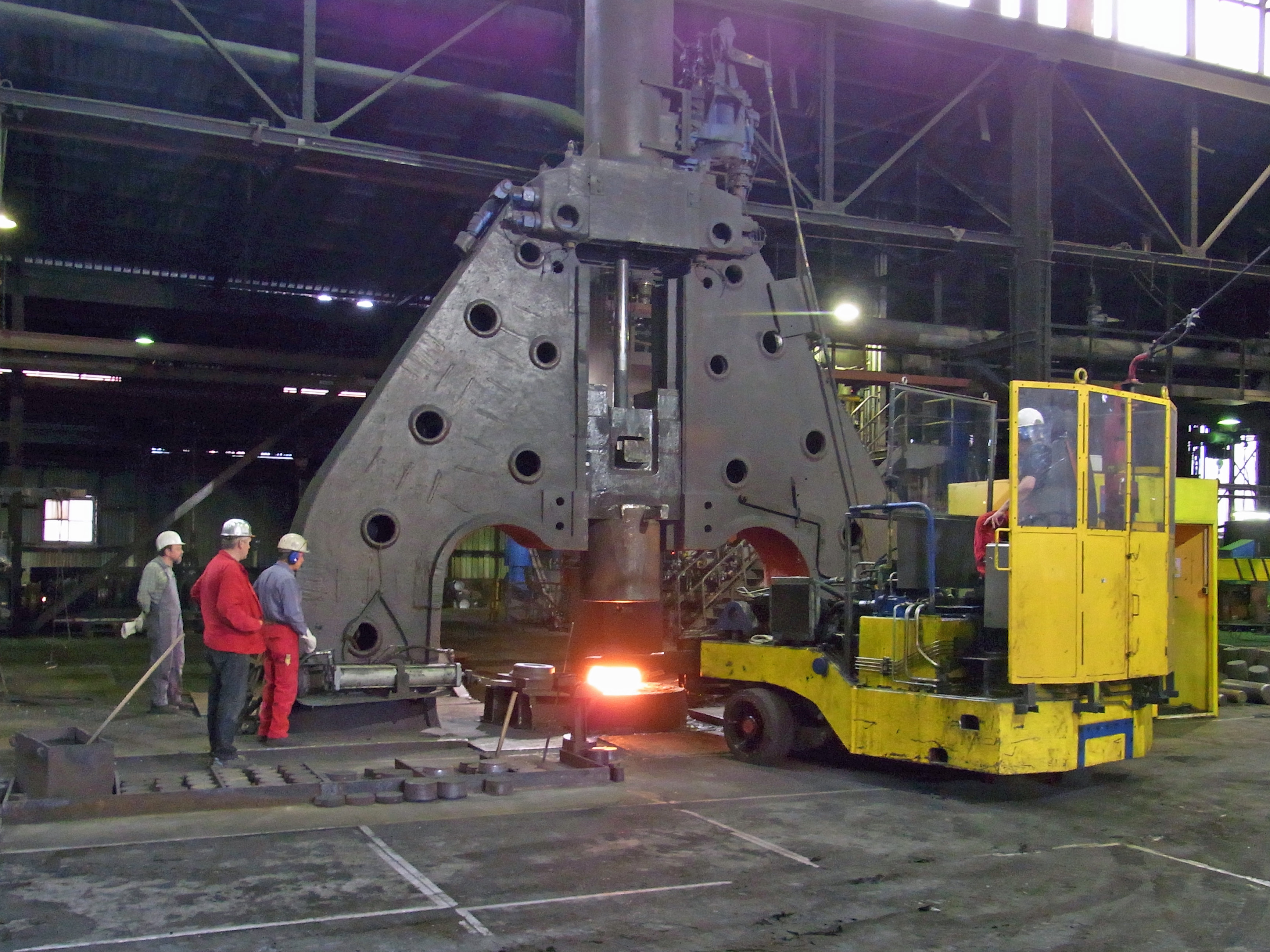
Кузнечный молот

Кузне́чный мо́лот — машина ударного действия, которая пластически деформирует нагретый до ковочных температур металл за счет энергии, которая накоплена в её падающих частях. Молот — один из основных средств кузнечно-штамповочного производства. Масса падающих частей определяет мощность молота. Пневматический молот приводится в действие сжатым воздухом.

## Виды и устройство кузнечного молота
Состоит из ударных частей (поршня, штока, бабы); массивной основы — шабота, воспринимающий удар станины, привода и механизма управления. Есть также безшаботные молоты — с двумя бабами, которые движутся навстречу друг другу с одинаковой скоростью. Различают молоты для ковки (ковочные молоты) и объемной или листовой штамповки (штамповочные молоты).
По виду привода молоты делят на паровоздушные, пневматические, гидравлические, механические. Есть молоты простого действия (со свободно падающими ударными частями) и двойного (их ударные части дополнительно разгоняют). Скорость движения ударных частей молота обычно 3-6 м/с, в высокоскоростных молотах — до 30 м/с.
Привод пневматического молота имеет два цилиндра — рабочий и компрессорный. Движение поршня компрессорного цилиндра осуществляется кривошипным механизмом. При этом сжатый воздух из компрессорного цилиндра через краны подается в верхнюю или нижнюю части рабочего цилиндра, что приводит к опусканию или поднятию его поршня. Движение поршня рабочего цилиндра через шток и бабу (тяжелая ударная деталь молота) передается бойку молота, который ударяет по заготовке, лежащей на бойке шабота (наковальне). Управление кранами для распределения воздуха осуществляется рукояткой.

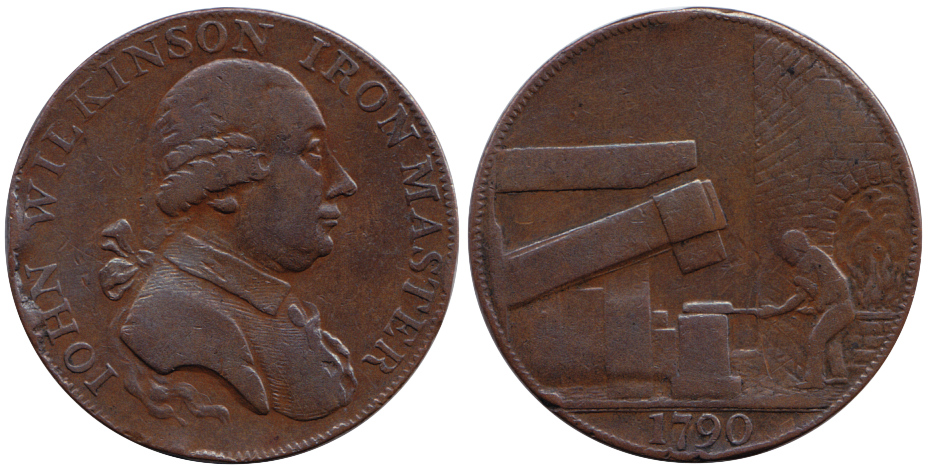
Механический молот на британском токене 1790 года.
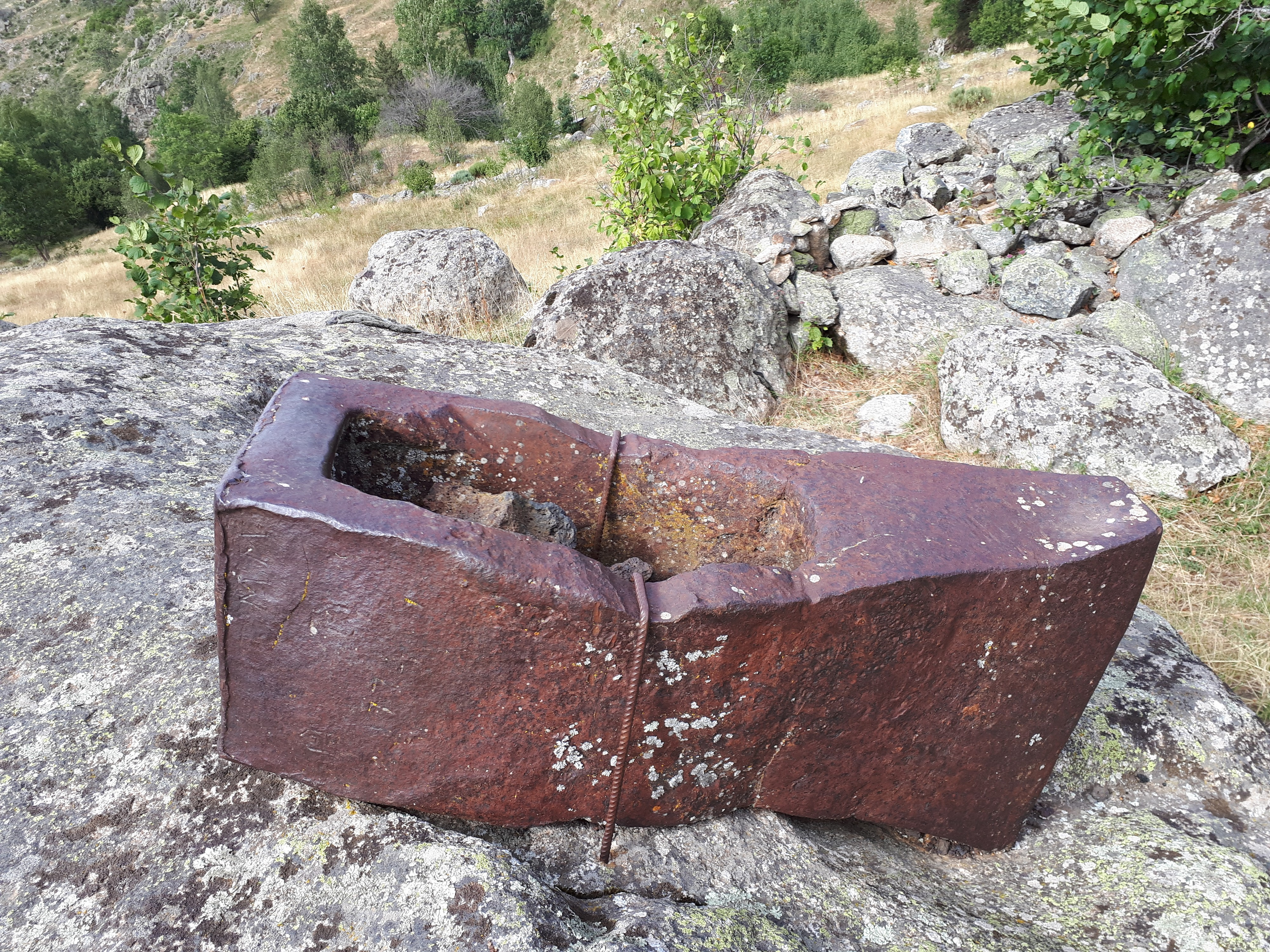
Молот (1774 год), найденный сотрудниками национального парка в коммуне Мантэ (департамент Восточные Пиренеи, Франция)
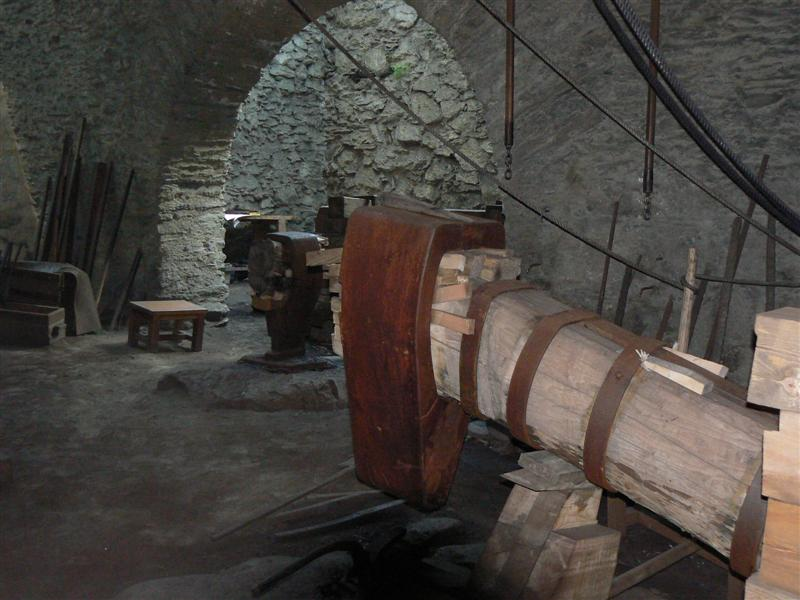
Интерьер каталонской кузницы
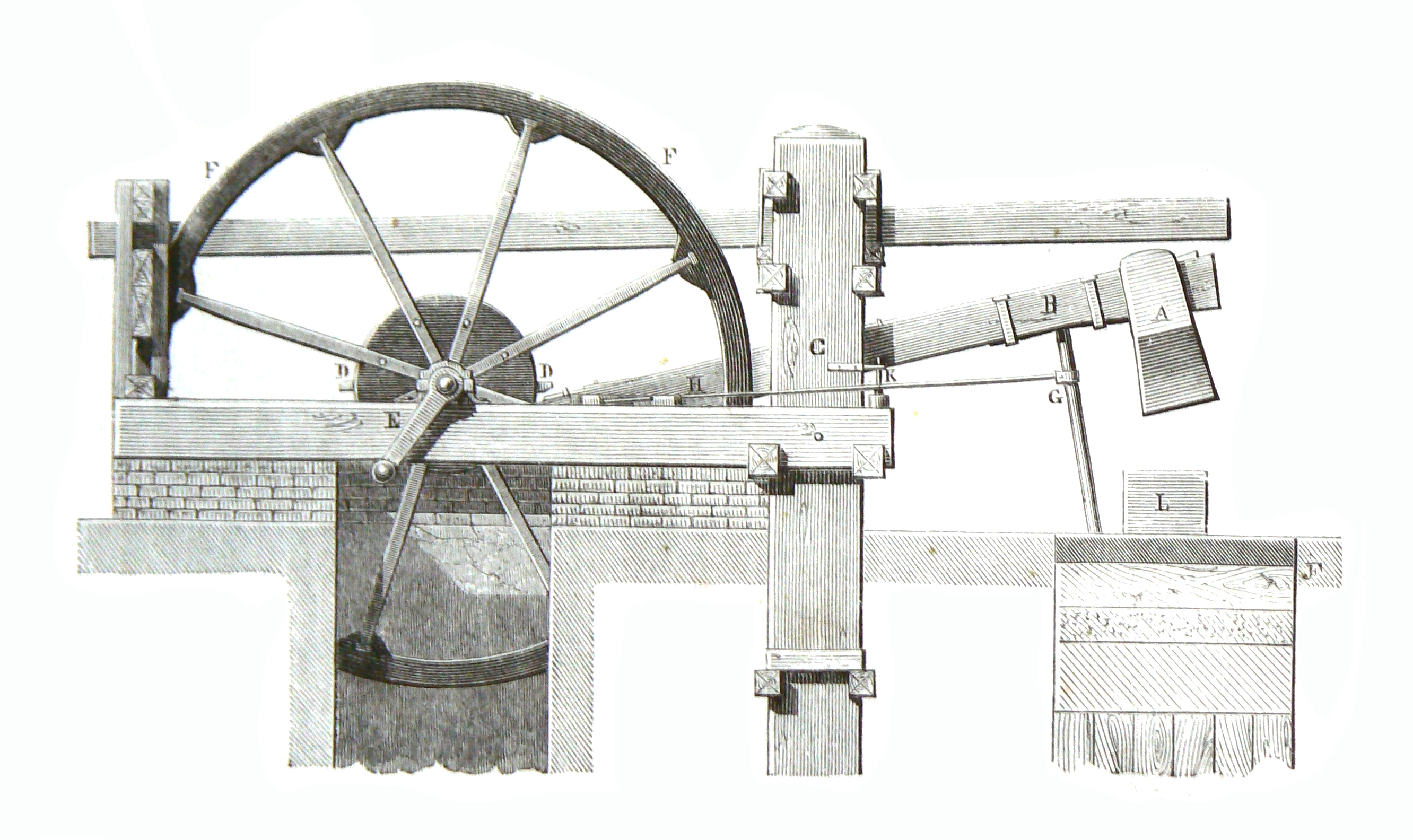
Гидравлический молот. Курс механики Делоне, издание 1868г.
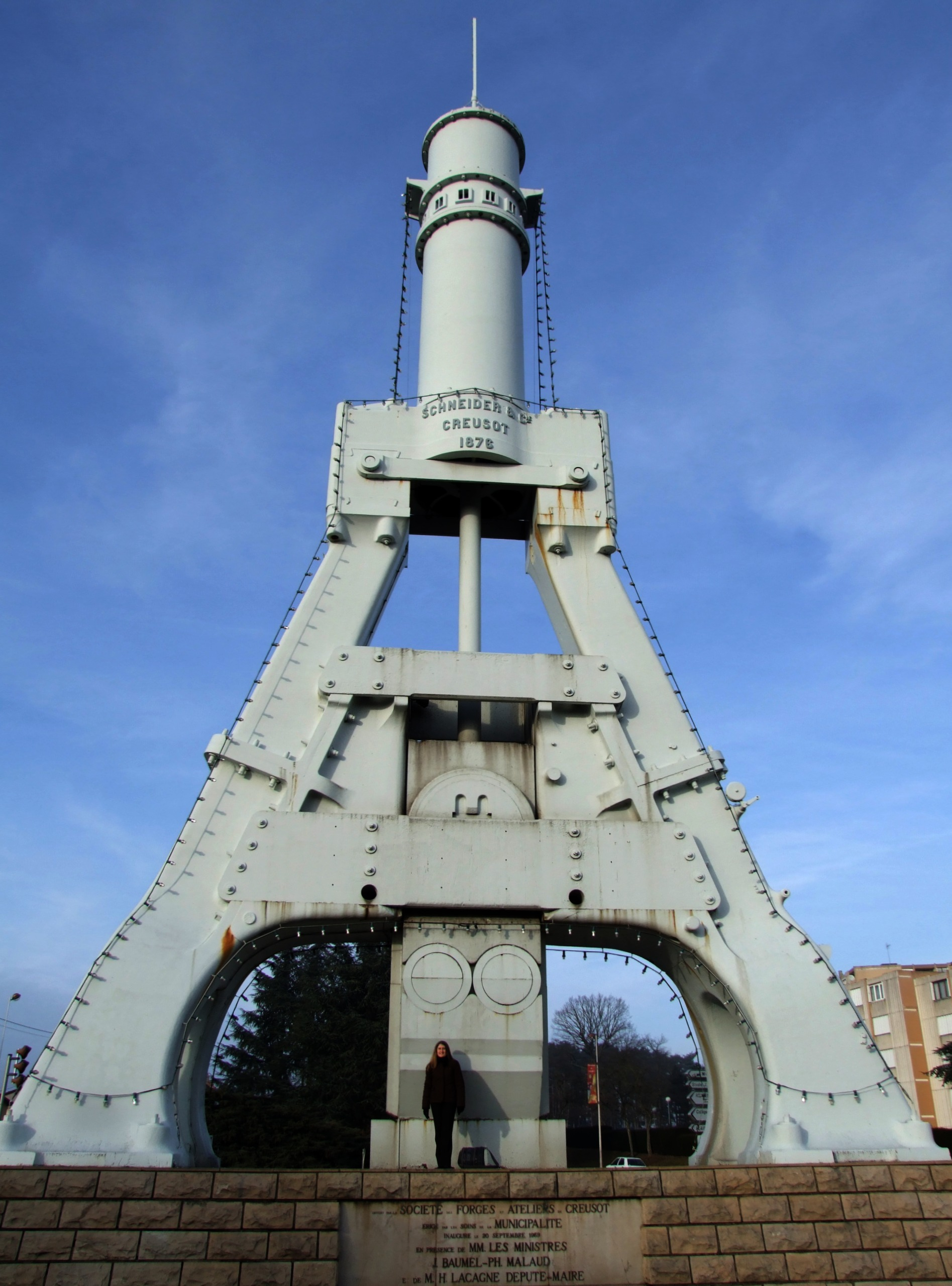
Паровоздушный молот компании Шнейдер в городе Ле-Крезо (Франция), бывший самым мощным в мире в 1877—1891 годах (en).
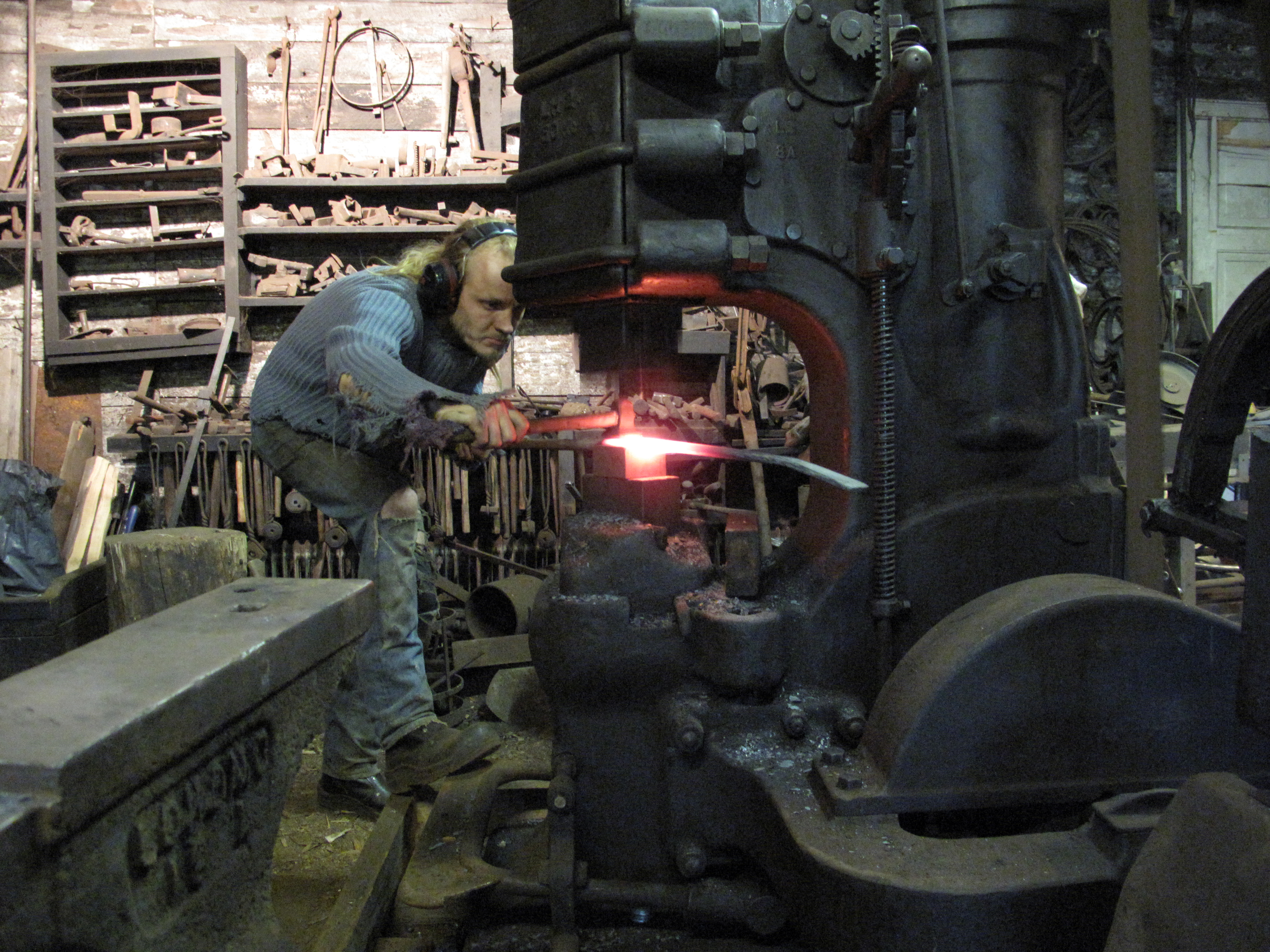
Кузнечный молот с массой падающих частей 50 кг